# Ninox strenua
Coruja-gavião-poderosa ou coruja-poderosa (Ninox strenua) é uma espécie de ave estrigiforme pertencente à família Strigidae.